# Кокжиде (Туркестанская область)
Кокжиде (каз. Көкжиде, до 2001 г. — Полевод) — село в Туркестанской области Казахстана. Находится в подчинении городской администрации Арыса. Входит в состав Баиркумского сельского округа. Код КАТО — 511635500.

## Население
В 1999 году население села составляло 850 человек (445 мужчин и 405 женщин). По данным переписи 2009 года в селе проживали 864 человека (439 мужчин и 425 женщин).